# Lingua Franca Nova
Lingua Franca Nova is een eenvoudige kunsttaal ontworpen door dr. C. George Boeree, bedoeld voor internationale communicatie.
Ze is geïnspireerd door het Frans, Italiaans, Portugees, Spaans en Catalaans. Lingua Franca Nova wordt gebruikelijk afgekort tot LFN en wordt soms ook wel Elefen genoemd. Zoals de meeste creooltalen heeft LFN een sterk vereenvoudigde spraakkunst.

## Karakterisering
De woordenschat van LFN is gebaseerd op Romaanse talen en de eenvoudige spraakkunst op die van de creooltalen. Het heeft geen naamvallen of verschillen in geslacht en dus geen bijbehorende vervoegingen van werkwoorden, lidwoorden, zelfstandige naamwoorden of persoonlijke voornaamwoorden, zoals gebruikelijk is in andere talen. Zo blijft scrive hetzelfde in "schrijft", "schreven", "schrijven" en "geschreven". De woordvolgorde staat wel vast.
De taal wordt fonetisch gespeld en maakt gebruik van 21 letters van het Latijnse alfabet of het Cyrillische alfabet. De a is de meest centrale klank in de taal (in tegenstelling tot de klank ə in het Nederlands bijvoorbeeld).
In het spectrum van talen wordt LFN vaak geplaatst tussen Interlingua (vanwege het natuurlijke karakter) en Esperanto (vanwege de eenvoudige spraakkunst). Deze drie talen zijn echter zelfstandig. De ontwikkeling in de ene taal is onafhankelijk van ontwikkelingen in de andere.

## Geschiedenis
Dr. C. George Boeree (werkzaam aan de Shippensburg Universiteit van Pennsylvania in de Verenigde Staten) begon te werken aan LFN in 1965. Hij wilde een eenvoudige, creoolachtige internationale hulptaal maken. Hij werd geïnspireerd door de lingua franca, een pidgin dat in voorbije eeuwen in het Middellandse Zeegebied werd gebruikt. Hij gebruikte het Frans, Italiaans, Portugees, Spaans en Catalaans als basis voor deze nieuwe taal.
LFN werd voor het eerst in 1998 op internet getoond. In 2002 werd een Yahoo! Group gevormd door Bjorn Madsen. Stefan Fisahn maakte in 2005 een wiki voor de taal (zie onderaan). Veel groepsleden hebben bijgedragen aan de verdere ontwikkeling van de taal.
Inleidingen in de taal en ander materiaal zijn in 12 talen beschikbaar. Er zijn enkele woordenboeken beschikbaar, een leerboek, een aantal vertalingen en origineel materiaal. De belangstelling is afgelopen jaren toegenomen met meer dan 100 groepsleden.
LFN is niet gepatenteerd maar kent een Creative Commons-licenctie (CC BY-SA), en wordt gebruikt als de basis voor enkele andere projecten. Een verschil met vroegere projecten is dat het niet een gesloten systeem is en dat de bedenker en de groepsleden open staan voor suggesties.

## Uitspraak
LFN klinkers a, e, i, o, en u worden als in het Spaans uitgesproken (als in aap, en, zien, oor en moet). De klinkers i en u worden ook gebruikt voor het geluid van respectievelijk j en w. De tweeklanken zijn ai, au, eu en oi (haai, vrouw, nieuw en zooi).
De meeste medeklinkers worden uitgesproken als in het Nederlands, behalve de c die altijd wordt uitgesproken als de k in kat, de g altijd als in het Engelse go, de j wordt stemhebbend uitgesproken als in journaal en de x als de stemloze ch in chagrijnig.
De letters h, k, q, w en y mogen worden gebruikt in eigennamen en in woorden uit een andere taal als die woorden niet volledig in het LFN zijn geassimileerd.
De klemtoon ligt op de klinker voor de laatste medeklinker, of als dat niet mogelijk was op de eerste klinker. Bijvoorbeeld la casa de me tio ("het huis van mijn oom ") wordt uitgesproken als "la CAsa de me TIo."
Hieronder volgen de Lingua Franca Nova letters, hun Cyrillische vorm, en hun IPA-waarden (Internationaal Fonetisch Alfabet).
| Latijns | Cyrillisch | IPA |
| ------- | ---------- | --- |
| a       | а          | a   |
| b       | б          | b   |
| c       | к          | k   |
| d       | д          | d   |
| e       | е          | e   |
| f       | ф          | f   |
| g       | г          | g   |
| h       | x          | h   |
| i       | и          | i   |
| j       | ж          | ʒ   |
| l       | л          | l   |
| m       | м          | m   |
| n       | н          | n   |
| o       | о          | o   |
| p       | п          | p   |
| r       | р          | r   |
| s       | с          | s   |
| t       | т          | t   |
| u       | у          | u   |
| v       | в          | v   |
| x       | ш          | ʃ   |
| z       | з          | z   |

## Spraakkunst

### Woordvolgorde
LFN heeft een strikte woordvolgorde. De algemene volgorde is:
onderwerp - gezegde (- lijdend voorwerp)
Maria come pex - "Maria eet vis"
Onderwerp en lijdend voorwerp hebben deze orde:
(lidwoord -) (kwantiteit -) zelfstandig naamwoord (- bijvoeglijk naamwoord)
La tre omes grande... - "De drie grote mannen..."
Een gezegde heeft deze orde:
(tijdsbepaling -) (werkwoorden -) werkwoord (- bijwoord)
...ia debe come bon - "...moesten goed eten, ...moesten goed gegeten hebben"

### Zelfstandige naamwoorden
Om van een zelfstandig naamwoord meervoud te maken, voegt men -s toe als het eindigt op een klinker, of -es als het eindigt op een medeklinker. Nooit verandert dit de originele klemtoon van het woord.
Om e fema wordt Omes e femas - "Mannen en vrouwen"
Er zijn twee lidwoorden: la (de, het) en un (een).
La sore, la frate e la jenitores - "De zus, de broer en de ouders"

### Bijvoeglijke naamwoorden en bijwoorden
Anders dan bij de natuurlijke Romaanse talen, hangen de bijvoeglijke naamwoorden in het LFN niet af van geslacht of getal. Ze hebben altijd dezelfde vorm.
La site grande e la casas grande - "De grote stad en de grote huizen"
De trappen van vergelijking worden gemaakt met behulp van plu (meer) en min (minder). Het meeste wordt la plu en het minste wordt la min.
Jan es plu bon ce Jos - "Jan is beter dan Jos"
Jul es la plu bon - "Jul is de beste"
LFN heeft geen expliciete bijwoorden. In plaats daarvan, kan elk bijvoeglijk naamwoord ook als bijwoord dienen door het achter het werkwoord te plakken of helemaal aan het begin van de zin te zetten.
Un om felis - "Een genoeglijke man"
El dansa felis - "Hij danst met genoegen"
Bijvoeglijke naamwoorden kunnen ook als zelfstandig naamwoorden dienen. Bijvoorbeeld bela is "mooi", zodat un bela "een mooie" of "een schoonheid" betekent.
Een bijvoeglijk naamwoord kan tot een abstract zelfstandig naamwoord gevormd worden door -ia toe te voegen. Bela wordt op deze manier belia dat "schoonheid" betekent. Dit kan ook met concrete zelfstandige naamwoorden: madre (moeder) wordt madria (moederschap).

### Persoonlijke en bezittelijke voornaamwoorden
LFN heeft zeven persoonlijke voornaamwoorden:
me - ik, me, mijn
tu - jij, je, jouw
el - zij (enkelvoud), haar, hij, hem
lo - het
nos - we, ons
vos - jullie
los - zij (meervoud), hun
Het onbepaalde voornaamwoord "men" is on.
Er is geen onderscheid naar geslacht tussen hij, zij en het. Het persoonlijke voornaamwoord in de derde persoon is voor personen el, ongeacht of er "zij" of "hij" bedoeld wordt. Indien nodig, kan men woorden als la fema, la om, la fia en la fio (de vrouw, de man, het meisje en de jongen) gebruiken. Ook kan men gebruikmaken van esa en esas, respectievelijk de enkelvouds- en meervoudsvorm van "dit/dat/deze/die".
Het wederkerende voornaamwoord derde persoon (zichzelf, hemzelf, haarzelf, henzelf ...) is se.
Er zijn ook geen naamvallen.
De bezittelijke voornaamwoorden zijn mea, tua, sua, nosa en vosa. "Mijn kat" kan vertaald worden als mea gato of la gato de me. Het bezittelijk voornaamwoord voor alle vormen van de derde persoon (el, lo, on, los, se) is sua

### Werkwoorden en de tijdsbepaling
Er zijn geen vervoegingen van werkwoorden in LFN. De vorm blijft hetzelfde ongeacht de persoon, het aantal of de tijd.
De tegenwoordige tijd wordt aangeduid met de basisvorm:
El come - "Hij/zij eet, hij/zij is aan het eten".
De verleden tijd wordt aangeduid met de tijdsbepaling ia:
El ia come - "Hij/zij at, hij/zij heeft gegeten".
De toekomende tijd wordt aangeduid met de tijdsbepaling va:
El va come - "Hij/zij zal eten".
De tijdsbepaling ta geeft de onwerkelijkheid of voorwaardelijkheid van het werkwoord aan. In het Nederlands gebruiken we daar "zou, zouden" voor:
El ta come - "Hij/zij zou eten, hij/zij kan gaan eten".
Het bijwoord ja betekent "al, reeds" en wordt gebruikt om de voltooide tijd uit te drukken:
Me ia come ja - "Ik heb (al) gegeten".
Net als bijvoeglijk naamwoorden kunnen ook werkwoorden onveranderd als zelfstandige naamwoorden gebruikt worden. Bijvoorbeeld dansa betekent "dansen" (werkwoord) maar dient ook als "een dans" of "het dansen" (zelfstandig naamwoord).
Canta es bon - "Zingen is leuk"
Ma me canta es mal - "Maar mijn lied is slecht"
Werkwoorden kunnen ook omgevormd worden tot bijvoeglijke naamwoorden en zelfstandige naamwoorden. Het actieve deelwoord wordt gevormd door de toevoeging -nte aan het werkwoord, en het passieve deelwoord wordt gevormd door de toevoeging -da. Dus come kan verbogen worden tot comente (etend) en tot comeda (gegeten).
La studente comente vide la pan comeda - "De etende student ziet het gegeten brood"
Ma... nos can ia come me studiada! - "Maar... onze hond heeft mijn huiswerk opgegeten!"
Deelwoorden kunnen net als bijvoeglijk naamwoorden volgen op het werkwoord eser (zijn) om een continu proces of passieve ondervinding uit te drukken.
Aora, nos es comente selaco - "Nu eten we haaienvlees (bezig zijn met het eten)"
Doman, nos va es comeda par selacos - "Morgen worden we haaienvoer (gegeten door haaien)"

### Voor- en achtervoegsels
LFN heeft een klein aantal regelmatige suffixen die helpen bij het maken van nieuwe woorden. De meest gebruikelijke zijn -or, -ador en -eria die verwijzen naar respectievelijk een persoon, een apparaat en een plaats. Ze kunnen aan elk zelfstandig naamwoord, bijvoeglijk naamwoord en werkwoord worden toegevoegd. Zo kunnen we van het woord carne dat "vlees" betekent, carnor (slager) en carneria (slagerij) maken. Op dezelfde manier kan van het woord lava dat "was" betekent, een laveria (wasserette) en lavador (wasmachine) afgeleid worden.
Een ander nuttig suffix is -i dat achter een zelfstandig of bijvoeglijk naamwoord wordt geplakt om het werkwoord "...worden" of "...maken". Zo betekent calda wordt "warm", zodat caldi de betekenis heeft van "warm worden" of van "warm maken" als er een lijdend voorwerp achter staat. Het suffix wordt ook gebruikt om omgekeerde te maken, zoals cuatri dat "[een] vierde" of "kwart" betekent en als werkwoord "delen door vier" betekent.
Andere suffixen zijn onder andere -eta dat een kleine versie van iets aanduidt (boveta is kalf), en -on dat een grote versie van iets aangeeft (bovon betekent buffel of bizon).
Er zijn ook drie prefixen. De toevoeging non- betekent "niet" of "on-" zodat nonfelis hetzelfde is als "ongenoegen". Prefix re- betekent "wederom" of "in de tegenovergestelde richting" zodat repone staat voor "vervangen". En des- betekent "terugdraaien" zodat desinfeta de betekenis heeft van "desinfecteren".
Woorden mogen ook gemaakt worden door twee bestaande woorden samen te voegen. Zo krijgen we bijvoorbeeld portacandela (kandelaar) en pasatempo (tijdverdrijf) uit een werkwoord en zijn lijdend voorwerp.

### Voorzetsels
Hier de basisvoorzetsels:
| a - op, aan                   | longo - langs                  |
| ante - voor (tijd)            | par - door                     |
| asta - nabij, tot             | per - voor (plaats), om te     |
| con - met                     | pos - na, achter, volgens      |
| contra - tegen, tegenover     | sin - zonder, behalve          |
| de - van, sinds               | sirca - rond, ongeveer         |
| en - in, naar binnen, tijdens | su - onder, beneden            |
| entre - tussen, waaronder     | supra - boven, over, (boven)op |
| estra - weg van, uit          | tra - doorheen                 |
Voorzetselvoorwerpen volgen op het onderwerp, voorwerp of werkwoord waar ze betrekking op hebben.

### Voegwoorden
| e - en                 | o - of              |
| ma - maar              | si - al, wanneer    |
| afin - om te, zodat    | car - omdat         |
| contra ce - hoewel dat | pos cuando - nadat  |
| ante cuando - voordat  | de cuando - sinds   |
| a cuando - totdat      | en cuando - tijdens |

### Betrekkelijke en vragende voornaamwoorden
Betrekkelijke en vragende voornaamwoorden zijn identiek in LFN:
| ce - wat/dat           | cuanto - hoeveel |
| ci - wie               | cuando - wanneer |
| cual - welke           | do - waar        |
| de ci - van wie, wiens | perce - waarom   |
| como - hoe             |                  |
Bepalingen volgen de woorden waarop ze betrekking hebben.
La fia ci ia come la pan ia veni asi car el ia es fama - "Het meisje dat het brood at kwam hier omdat ze honger had"
Een vraag mag een vragend voornaamwoord bevatten, maar kan ook aangeduid worden met een verhoogde intonatie alleen. Men mag ook vragen formuleren door de zin te beginnen met Esce...? of door aan het einde no? (niet?) of si? (toch?) toe te voegen na een komma.
Esce tu parla Deutx? Tu parla Italian, si? - "Spreek je Duits? Je spreekt Italiaans, toch?"

### Getallen
| 1 - un     | 6 - ses  |
| 2 - du     | 7 - sete |
| 3 - tre    | 8 - oto  |
| 4 - cuatro | 9 - nove |
| 5 - sinco  | 10 - des |
Hogere getallen worden als volgt gemaakt:
| 11 - des-un      | 321 - tresento-dudes-un                           |
| 20 - dudes       | 1000 - (un) mil                                   |
| 100 - (un) sento | 45 678 - cuatrodes-sinco mil sessento-setedes-oto |
| 101 - sento-un   | 1 000 000 - (un) milion                           |
Getallen die de volgorde van dingen aanduiden zijn hetzelfde, alleen staan ze dan achter het zelfstandig naamwoord.
La om tre - "De derde man"
La tre omes - "De drie mannen"
Breuken worden geconstrueerd met suffix -i.
di, tri, cuatri, ..., desi, senti, mili - "tweede, derde, vierde, ..., tiende, honderdste, miljoenste"

## Voorbeelden
Nuttige zinnen
Bon dia - goeiedag
Alo - hallo
Como es tu? - hoe gaat het met je?
Bon, e tu? - goed, en met jou?
No mal - niet slecht
Ce es tua nom? - hoe heet je?
Mea nom es Maria - mijn naam is Maria
Tu gusta un tas de cafe? - wil je een kopje koffie?
Si, per favore - ja, graag
Grasias! - dank je!
Per no cosa - graag gedaan
Joia! - proost!
Tu es vera bela -- je bent erg mooi
Pardona? - pardon?
Me ama tu - ik hou van je
Me debe vade aora - ik moet nu gaan
Asta la ora? - zie ik je later?
Adio - doei
Bon sera - goeienacht
Bon fortuna - veel geluk
Lingua Franca Nova luister
Lingua Franca Nova es desiniada per es un lingua vera simple, coerente, e fasil aprendeda, per comunica internasional. Lo ave multe bon cualias:
- Lo ave un numero limitada de fonemes e sona simila a italian o espaniol.
- Lo es scriveda como el sona. No enfante debe pasa multe anios studia nonregulas!
- Lo ave un gramatica vera simple e regula, min complicada ca engles o indonesian o an esperanto.
- Lo ave un grupo limitada e tota regula de sufisas e prefisas per crea parolas nova.
- Lo ave regulas de ordina de parolas bon definada, como multe linguas major.
- Lo ave un lista de parolas fundida en la linguas roman moderne. Esta linguas es comun e influente, e ia contribui la parte major de parolas engles.
- Lo es desiniada per aseta natural la parolas tecnical de latina e elenica, la "norma de mundo" per siensa.
- Lo es desiniada per pare "natural" per los ci comprende la linguas roman, ma no min fasil per otras.
- Lo ave un aspeta multe bela!

Nos espera ce tu va gusta lingua franca nova!
O Compatia (Cat Stevens)
Me no vole perde
La decora de mundo;
Me vide la arde
De tota cosas;
Me oia la crias
De umanas;
La lus de mundo e stelas
Es aora estinguida;
La culpas de umania
Es aora esposeda;
Con larmas e con tristia,
La dole es profunda;
De tera e de mares,
Un ruido asustante;
O Compatia! Compatia!
Ta ce nos ave ama eterna;
Nos ci va mori
Salute moria;
Continua sola, vive.
Esta mundo arde rapida;
Esta mundo no va dura;
Me no vole perde lo
Asi en mea ora;
Dona a me eternia
Asi en mea ora.